# 白山連峰
白山連峰（はくさんれんぽう）は、岐阜県と、富山県、石川県、福井県にまたがる山域。

## 概要

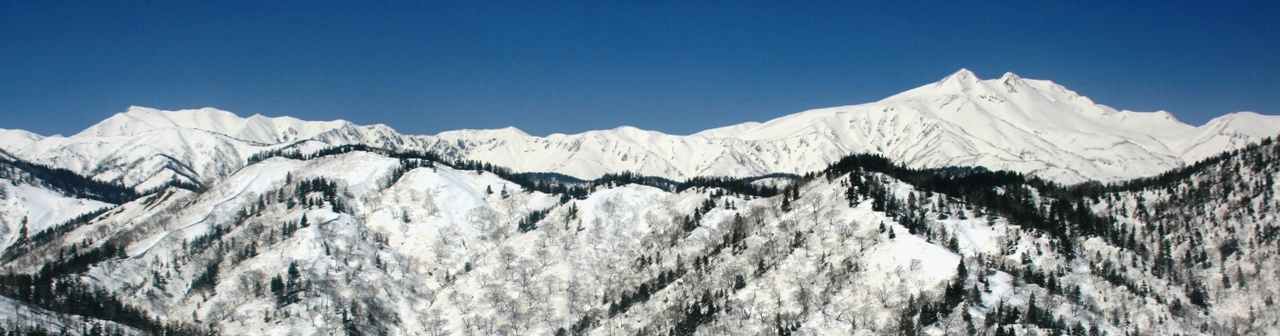
東方の日照岳から望む別山と白山

主峰である白山は、最高峰の御前峰（標高2,702 m）、剣ヶ峰（2,677 m）、大汝峰（2,684 m）の「白山三峰」を中心として、七倉山（2,557 m）と四塚山（2,520 m）などの周辺の山峰の総称である。また、別山と三ノ峰を加えて「白山五峰」という。
更に、その南の二ノ峰、一ノ峰まで峰が連なっている。狭義の白山連峰はここまでである。
一方、北側の妙法山、野谷荘司山、三方岩岳、笈ヶ岳までの領域を含めて、広義の白山連峰という。
高山帯を有する西限となる山域で、豪雪地帯で高山植物の種類と数が豊富。
一帯の主要な山域は、白山国立公園の指定を受けている。
三方岩岳の山腹を東西に白山白川郷ホワイトロードが貫いていて、白川郷と白山市を結ぶ観光道路となっている。
白山連峰は、両白山地のうちの加越山地に含まれる。

## 主な山
| 山容                                                                                                | 山名       | 標高 （m） | 三角点等級と 基準点名 | 白山からの 方角と距離（km） | 備考                           |
| --------------------------------------------------------------------------------------------------- | ---------- | ---------- | --------------------- | --------------------------- | ------------------------------ |
| 前笈ヶ岳方面から望む笈ヶ岳（2010年10月17日）                                                        | 笈ヶ岳     | 1,841.28   | 三等 「笈岳」         | 北 16.0                     | 日本二百名山                   |
| 東方から望む三方岩岳（2010年4月18日）                                                               | 三方岩岳   | 1,736      |                       | 北北東 13.2                 | 日本三百名山                   |
| 三方岩岳から望む野谷荘司山（2010年4月18日）                                                         | 野谷荘司山 | 1,797.15   | 三等 「野谷荘司」     | 北東 12.2                   |                                |
| 飛騨高地の御前岳から望む妙法山（2008年4月21日）                                                     | 妙法山     | 1,775.47   | 三等 「妙法山」       | 北東 9.6                    |                                |
| 白山頂上（御前峰）から望む大汝峰、左手前：油ヶ池、右手前：紺屋ヶ池（12の季節）                      | 大汝峰     | 2,684      |                       | 北北西 0.9                  | 白山 日本百名山 石川県の最高峰 |
| 剣ヶ峰と紺屋ヶ池（2014年7月29日）                                                                   | 剣ヶ峰     | 2,677      |                       | 北北東 0.3                  | 白山 日本百名山 石川県の最高峰 |
| 油坂の頭から望む白山の最高峰の御前峰、南竜山荘の山小屋、手前はコバイケイソウの群落（1997年7月19日） | 御前峰     | 2,702.14   | 一等 「白山」         | 0                           | 白山 日本百名山 石川県の最高峰 |
| 白山から望む室堂と別山（2003年5月3日）                                                              | 別山       | 2,399.31   | 二等 「別山」         | 南 5.6                      | 別山神社                       |
| 願教寺山から望む三ノ峰、二ノ峰、一ノ峰（2010年5月3日）                                              | 三ノ峰     | 2,128      |                       | 南 7.5                      | 越前三ノ峰は福井県の最高峰     |
| 一ノ峰から望むニノ峰（2007年4月27日）                                                               | 二ノ峰     | 1,962.30   | 三等 「二ノ峰」       | 南 8.4                      |                                |
| 二ノ峰から望む一ノ峰と銚子ヶ峰（2011年10月20日）                                                    | 一ノ峰     | 1,839      |                       | 南 8.9                      |                                |

## 白山連峰の山並み

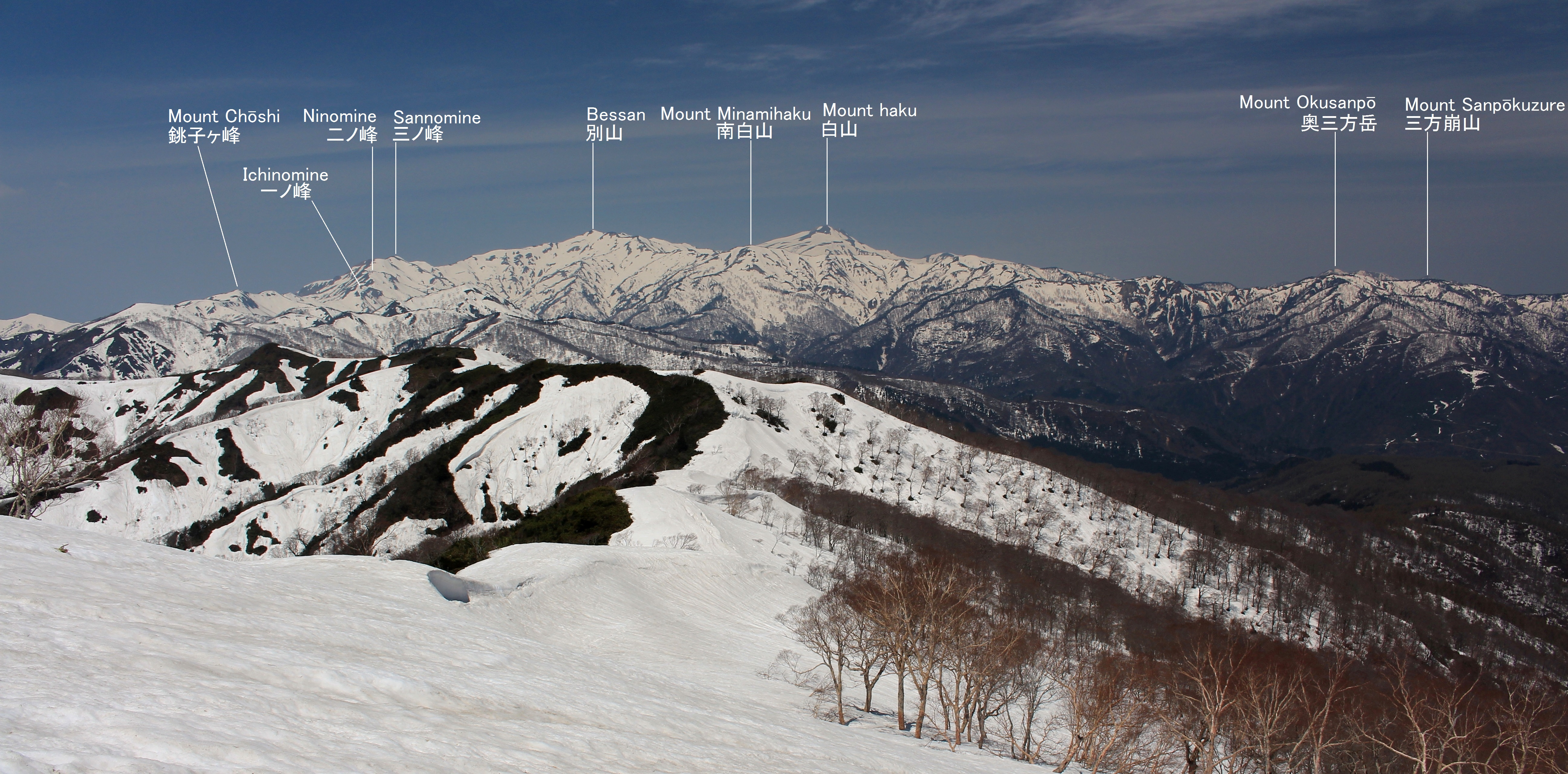
南南東の大日ヶ岳から望む別山周辺の山並み